# Behavioral Archaeology
Behavioral Archaeology  ist eine Richtung der Prozessuellen Archäologie, die sich vor allem mit der Beziehung zwischen menschlichem Verhalten und archäologischen Hinterlassenschaften beschäftigt. Es handelt sich hierbei nicht um eine Theorie, die soziales Verhalten erklären möchte, sondern um Konzepte, die es möglich machen sollen, soziale Theorien mit archäologischem Material zu verbinden. Hierbei wird besonders der Formationsprozess archäologischer Quellen stark fokussiert.

## Entstehung
Die Behavioral Archaeology entstand aus einer methodischen Kritik an der Prozessuellen Archäologie. Bisher wurde in archäologischen Arbeiten davon ausgegangen, dass die archäologischen Hinterlassenschaften direkt die vergangenen Systeme abbilden. Diese Prämisse gilt aber nur für sehr spezielle Fälle, wie etwa Pompeji; der Großteil der archäologischen Quellen entsteht erst nach etlichen Transformationen, die bis dahin wenig erforscht wurden.

## Grundsätze
Die Behavioral Archaeology machte es sich zum Ziel, die allgemeinen Gesetzmäßigkeiten hinter der Beziehung zwischen menschlichem Verhalten und archäologischen Hinterlassenschaften näher zu thematisieren. Hierfür teilte man die materielle Kultur einerseits in ein lebendiges System und anderseits in einen starren archäologischen Kontext. Untersucht wurde die Transformation eines lebenden Systems in einen erstarrten archäologischen Kontext und umgekehrt. Die Transformationen werden nach ihrer Ursache in kulturelle c-Transformationen und natürliche n-Transformationen unterteilt.

### Systemischer und archäologischer Kontext
Ein wichtiger Grundsatz ist der Dualismus zwischen systemischem und archäologischem Kontext. Der systemische Kontext beschreibt eine lebende Kultur, in der Objekte genutzt und transportiert werden. Der archäologische Kontext hingegen beschreibt eine vergangene Kultur, also einen Zustand, in dem die Objekte unverändert liegen bleiben. Wie Objekte von einem Kontext in den anderen wechseln, wird durch verschiedene Transformationen beantwortet, die Gegenstand der Forschung sind.

### Primary, secondary und de facto refuse
Schiffer unterteilt außerdem niedergelegte Reste nach der Niederlegungsart. Reste, die an der Stelle niedergelegt werden, an der sie benutzt werden, sind primary refuse. Ein Beispiel hierfür sind Produktionsabfälle, die bei der Produktion zu Boden fallen. Reste, die nach dieser primären Ablagerung ein weiteres Mal verlagert werden, sind secondary refuse. Wenn die besagten Produktionsabfälle weggefegt und in den Müll geworfen werden, handelt es sich um secondary refuse. Reste, die nicht wirklich niedergelegt, sondern verlassen werden, sind im engeren Sinne keine niedergelegten Reste, sie tauchen aber im archäologischen Kontext als solche auf und werden daher de facto refuse genannt. Kohlen, die man bei einem Umzug zurücklässt, sind zum Beispiel de facto refuse.

### N-Transformationen
Transformationen, die auf natürliche Prozesse zurückführbar sind, werden n-Transformatoren (n von natural) genannt. In den Naturwissenschaften ist es vergleichsweise einfach, allgemeine Gesetzmäßigkeiten aufzustellen. Beobachtungen, die sich immer wiederholen, werden zu allgemein gültigen Prinzipien erklärt, bis sie durch andere Beobachtungen widerlegt werden können. Diese können auf die archäologischen Hinterlassenschaften gewinnbringend angewendet werden.
Arbeiten der Behavioral Archaeology beschäftigen sich hierbei vor allem mit Witterungsbedingungen. Hier wird einerseits mit experimentalarchäologischen Methoden gearbeitet und anderseits werden Hochrechnungen durchgeführt. Ein bekanntes Beispiel ist die Arbeit von Kenneth C. Reid. Er beschäftigte sich mit der Auswirkung von Bodenfrost auf unterschiedlich poröse vorgeschichtliche Keramikarten in der nordamerikanischen Woodland Kultur. Dabei stellte er die These auf, dass die heutige Verteilung der Keramik nichts mit der tatsächlichen Verbreitung der Keramik zu tun habe, sondern nur einen Erhaltungszustand im Boden widerspiegele. Tatsächlich gibt es umso weniger Keramik, je weiter man sich im Norden befindet, also je stärker die Bodenfröste sind. Überlegungen wie diese können auf jede Keramikverteilung angewendet werden.

### C-Transformationen
Transformationen, die auf kulturellem Umgang basieren, werden c-Transformatoren genannt (c von cultural). C-Transformatoren können höchst unterschiedlich ausfallen. Ob es überhaupt möglich ist, universelle Gesetzmäßigkeiten zu beobachten, wird nach wie vor diskutiert. In der Behavioral Archaeology wird vor allem der Teil des kulturellen Verhaltens betrachtet, der die Objekte vom systemischen Kontext in den archäologischen Kontext befördert.
Schiffer selbst versucht solche Verhaltensweisen zu kategorisieren, indem er den Übergang zwischen systemischem und archäologischem Kontext als Grundsatz nimmt. Im Folgenden ist der systemische Kontext S und der archäologische Kontext A. Vier Prozesse sind denkbar (S-A, A-S, A-A und S-S). S-A-Prozesse umfassen das Wegwerfen, das Bestatten, das Verlieren und das Verlassen von Objekten.  A-S-Prozesse beschreibt das erneute Bergen von Objekten aus kultischen, ökonomischen oder wissenschaftlichen Gründen. Auch eine archäologische Grabung fällt in diese Kategorie. A-A-Prozesse beschreibt Prozesse der Umlagerung von Objekten, ohne diese zu bergen, wie zum Beispiel das Pflügen eines Feldes. S-S-Prozesse sind Recycling, Zweckentfremdung und Konservierung.
Methoden zur Analyse der c-Transformationen sind vor allem die Analyse von Nutzspuren, die eine Einschätzung zum Recycling-Verhalten und der Nutzungsdauer von Objekten erlauben. Eine weitere wichtige aber umstrittene Methode ist die Ethnoarchäologie. Hier wurde die Beobachtung des Wegwerfverhaltens zur Analogiebildung benutzt. Eine universelle Gesetzmäßigkeit konnte jedoch bisher bei keiner der Methoden festgestellt werden.

## Kritik
Ian Hodder und Scott Hutson kritisieren die Behavioral Archaeology von einem postprozesuellen Standpunkt. Bei dem Verhältnis zwischen Mensch und Artefakt werden den Artefakten implizit westliche Bedeutungen zu Grunde gelegt. In anderen Kulturen mag aber ein völlig anderes Bewertungssystem auch zu einem anderen Verhalten geführt haben. Universelle Gesetzmäßigkeiten sind daher schwer aufzustellen.
Reinhard Bernbeck bemerkt, das die Behavioral Archaeology ursprünglich als Hilfe gedacht war, um die Vergangenheit zu rekonstruieren. Im Laufe der Zeit ist die Suche nach den Transformationen jedoch zu einem Selbstzweck geworden.
Gavin Lucas stellt fest, dass sich der Ansatz hauptsächlich mit Objekten und ihrer Verteilung beschäftigt. Wesentlich weniger Aufmerksamkeit bekommen die Befunde und die Stratigraphie, obwohl diese bei den Formationsprozessen ebenfalls eine Rolle spielen.